# Piano Land
Die Piano Land ist ein Kreuzfahrtschiff, das unter der Flagge des britischen Überseegebietes Bermuda fährt. Heimathafen ist Hamilton. Bis 2019 war das Schiff als Oriana für P&O Cruises im Dienst.

## Geschichte

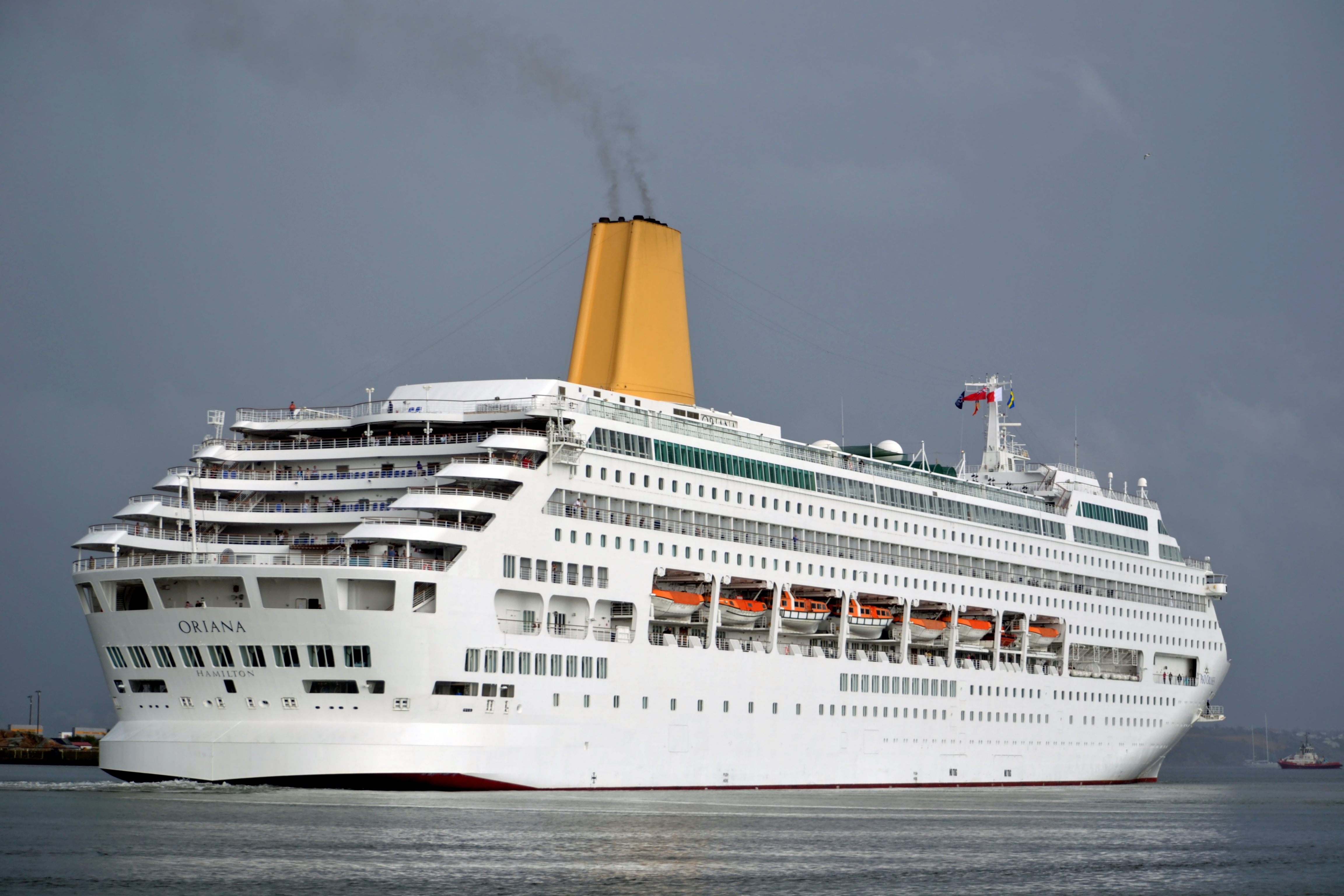
Heckansicht als Oriana (2012)

Das Schiff wurde 1991 bei der Meyer-Werft in Papenburg bestellt und am 11. März 1993 unter der Baunummer 636 auf Kiel gelegt. Am 30. Juni 1994 fand der Stapellauf statt. Am 26. Februar 1995 wurde das Schiff in die Nordsee überführt. Bei der Probefahrt kam es zu Schäden an den Propellern. Nach der Übernahme am 2. April 1995 wurde die Oriana am 6. April 1995 von Elisabeth II. in Southampton getauft und am 9. April 1995 in Dienst gestellt.
Im Dezember 2012 kam es unter den Passagieren zu einer Norovirus-Erkrankung, von der etwa 400 Passagiere betroffen waren.
Zur totalen Sonnenfinsternis am 20. März 2015, deren Zentrallinie durch die Färöer verlief, lag das Schiff in Tórshavn.
Am Abend des 18. April 2015 brach im Maschinenraum der Oriana ein Feuer aus. Der Brand wurde schnell gelöscht, die Sicherheit der Passagiere war nicht gefährdet. Nach einer Inspektion im PortMiami konnte das Schiff einen Tag später seine Reise fortsetzen.
Die letzte Kreuzfahrt für P&O Cruises endete im August 2019 und das Schiff verlegte anschließend zu den neuen Eignern nach China. Im selben Monat wurde das Schiff in Piano Land umbenannt. Das Schiff steht im Eigentum von Astro Ocean, einem Joint-Venture von China Travel Services und China COSCO Shipping Corporation. Ab September 2019 fuhr das Schiff einige Monate lang Reisen von Shanghai und Xiamen aus, beendete den Betrieb aber mit dem Beginn der COVID-19-Pandemie in China.
Nach einem mehrjährigen Stillstand befand sich das Schiff bis zum 10. Juli 2024 in Zhoushan in einem Trockendock und begann am 25. Juli von Shanghai aus seine erste Reise. Die Piano Land wird für Kreuzfahrten nach Japan und Südkorea eingesetzt.